# Limonia hebridicola
Limonia hebridicola är en tvåvingeart som beskrevs av Alexander 1948. Limonia hebridicola ingår i släktet Limonia och familjen småharkrankar.
Artens utbredningsområde är Vanuatu. Inga underarter finns listade i Catalogue of Life.